# Abu Taher Mohammad Haider
Abu Taher Mohammad Haider (12 janvier 1942 - 7 novembre 1975) était un officier de l'armée bangladaise, lauréat du Bir Uttom (en), la deuxième plus haute distinction militaire du Bangladesh. Il a combattu pendant la guerre de libération du Bangladesh en tant que commandant en second de la force K sous les ordres de Khaled Mosharraf. Plus tard, il est devenu le commandant du secteur 2 à partir du 22 septembre 1971. Après l'assassinat du président du Bangladesh, Sheikh Mujibur Rahman, lors d'un coup d'État militaire, il a rejoint un contre-coup d'État mené par son ancien commandant, le major général Khaled Mosharraf. Il a été tué dans une situation entachée de confusion avec Khaled Mosharraf le 7 novembre 1975 par les partisans d'un contre-coup d'État dirigé par le colonel Abu Taher.

## Jeunesse
ATM Haider est né à Bhowanipore, Calcutta, au Bengale occidental, le 12 janvier 1942. Son père, Mohammad Israil, était sous-inspecteur dans la police de Calcutta, puis il a travaillé comme avocat ; sa mère était Hakimun Nesa. Il a étudié à l'école primaire Binapani, à Pabna. Il est diplômé de la Ramananda Government High School et du Gov't Gurudayal College, à Kishorganj. Il a fait ses études de premier cycle au Lahore Islamia College et a terminé ses études supérieures en 1964 à l'université du Punjab,.

## Carrière
Après avoir terminé ses études supérieures, il rejoint l'armée pakistanaise en tant qu'officier. Diplômé de l'Académie militaire du Pakistan, il est nommé officier d'artillerie dans la 23e batterie de montagne de Peshawar en 1965. Il est affecté à Pano Akil et au cantonnement de Multan où il reste jusqu'en 1969. Le 9 septembre 1970, il est promu capitaine. Il est transféré au cantonnement de Comilla.
Deux jours après le début de l'opération Searchlight, le 27 mars 1971, il quitte le cantonnement de Comilla. À Brahmanbaria, il rencontre des officiers du quatrième régiment du Bengale oriental. Il est passé par le jardin de thé de Teliapara pour se rendre en Inde. Il est revenu d'Inde avec quelques membres du Mukti Bahini. Il a saboté l'autoroute Mymensingh-Kishoreganj et le pont Musalli. Le 7 octobre 1971, il rejoint la force K sous les ordres de Khaled Mosharraf en tant que commandant en second. Son unité était principalement composée d'étudiants qu'il formait à la guérilla. La plupart des attaques de guérilla dans ce secteur ont été menées sous son commandement,.
Le major Haider est arrivé au Bangladesh depuis l'Inde dans un hélicoptère avec le combattant de la liberté et conseiller politique des secteurs 2 et 3, R. K. Chowdhury, le 14 décembre à Comilla. La victoire a été célébrée le 15 décembre à Jatrabari. La foule, portant le major Haider et Chowdhury sur leurs têtes, se réjouit au carrefour de Jatrabari.
Il était présent lors de la reddition de l'armée pakistanaise le 16 décembre 1971. Après l'indépendance du Bangladesh, il est promu major et devient commandant du 13e régiment du Bengale oriental. Il est promu lieutenant-colonel et est transféré au cantonnement de Chittagong pour diriger l'école d'artillerie alors naissante. Le 21 octobre 1975, il est transféré au cantonnement de Ruma.

## Mort
Après l'assassinat de Sheikh Mujibur Rahman, la confusion règne dans l'armée. Il se trouvait à Dacca avec Naik Shamsul Haq, pour des raisons personnelles le 3 novembre lorsque le Major Général Khaled Mosharraf a lancé un coup d'état pour écarter du pouvoir les assassins de Sheikh Mujib. Il a été assassiné avec son ancien commandant Mosharraf et Khondkar Nazmul Huda le 7 novembre 1975 dans le cantonnement de Dacca lors du coup d'État ultérieur du colonel Abu Taher. Selon le capitaine Sitara Rahman, le général Osmani avait conseillé à Haider d'approcher le major général Zia ainsi que Khaled Mosharraf, dans l'espoir de négocier, en lui rappelant qu'ils avaient tous combattu main dans la main pendant la guerre de 1971. Ziaur Rahman, qui avait été confiné dans un cantonnement du 3 au 6 novembre, a été libéré par les partisans du colonel Taher aux premières heures du 7 novembre. Cependant, dans une spirale d'événements rapides, Haider, Mosharraf et le colonel Huda, ainsi que leurs hommes de main, ont été tués par quelques officiers de l'armée, aux premières heures du 7 novembre. Haider a ensuite été enterré dans sa ville natale de Kishoreganj,,,.